# 후안 고메스 곤살레스
후안 고메스 곤살레스(스페인어: Juan Gómez González; 1954년 11월 10일, 안달루시아 지방 푸엔히롤라 ~ 1992년 4월 2일, 카스티야 라 만차 지방 칼사다 데 오로페사)는 후아니토(스페인어: Juanito)로 알려진 스페인의 전 축구 선수로, 현역 시절 공격수로 활약하였다.
공을 모는 데에 귀재였던 그는 다혈질적인 성격으로 가치가 절하된 후아니토는 레알 마드리드 시절 활약으로 알려져 있다. 그는 37세의 나이에 교통 사고로 사망하였다.
유년 시절에 사라고사를 응원하던 그는 성장하면서 레알 마드리드를 응원하기 시작하였다. 1977년 입단식에서 후아니토는 "레알 마드리드에서 활약하는 것은 하늘에 손을 대는 것과 같은데, 레알 마드리드는 늘 제 최선의 선택이라고 생각했으며, 마드리드는 제가 가장 좋아하는 도시입니다"라고 말했다. 13 시즌 넘게, 그는 350번의 라 리가 경기에 출전하여 99골을 기록하였다.
후아니토는 스페인 국가대표팀 경기에 30번 이상 출전하였고, 2번의 FIFA 월드컵과 1번의 UEFA 유럽 축구 선수권 대회에 참가하기도 했다.

## 클럽 경력
말라가 주 푸엔히롤라 출신인 후아니토는 인근 푸엔히롤라 유소년부에서 축구를 시작해 1972년에 아틀레티코 마드리드에 입단하였다. 아직 미성년자였던 후아니토는 고의로 서류를 조작해 매트릭스 제작자들(Colchoneros)의 18세 이하 부서에서 활약할 수 있게 했다. 그는 첫 출전한 경기에서 2골을 넣었지만, 정강뼈 골절로 아틀레티코 마드리드에서 더 이상 활약하지 못하였고, 1군에 올라서지도 못했다.
후아니토는 부르고스에서 재기하였는데, 소속 구단이 1975-76 시즌에 세군다 디비시온을 우승할 수 있게 도왔다. 그는 에스파뇰과의 이듬해 경기에서 라 리가 신고식을 치르게 되었고, 그 시즌 돈 발론 올해의 국내 선수로 선정되게 되었다.
후아니토는 이후 레알 마드리드의 시선을 사로잡게 되었고, 1977년 6월 이적이 성사되었다. 그는 1970년 말과 1980년대 레알 마드리드 성공의 주역이 되었는데, 같은 시기 활약하던 선수로는 산티야나, 울리 슈틸리케, 비센테 델 보스케, 그리고 호세 안토니오 카마초가 있었다. 마드리드 1년차에 10골을 기록한 그는 수도 연고 구단이 5번의 리그 우승, 2번의 코파 델 레이 우승, 그리고 2번의 UEFA컵 우승에 지대한 공을 세웠고, 그의 활약이 가장 드러난 경기로는 1980년 코파 델 레이 결승전으로, 우연찮게 구단의 2군인 카스티야와 붙은 경기에서 2골을 기록하여 6-1 승리를 견인했다. 1983년 5월 11일, 그는 애버딘과의 유러피언 컵위너스컵 결승전에서 페널티 킥으로 골을 기록했지만, 1-2로 석패하였고, 이듬해 리그에서는 17골로 공동 득점왕에 올라 피치치를 거미쥐었다. 머랭 군단 (Merengue) 소속으로 보낸 10시즌에 걸쳐, 그는 284번의 1부 리그 경기에 출전해 85번 골망을 갈랐고, 55번의 다양한 유럽 대항전에 나서서 17골을 기록했다.
레알 마드리드를 떠난 후아니토는 말라가에서 2년을 보내며 2부 리그에 소속된 말라가를 전설적인 쿠벌러 라슬로 감독과 힘을 합쳐 1년차에 1위로 승격을 이룩하였고, 이듬해에는 전 동료였던 프란시스코 부요를 상대로 그 시즌에 기록한 5골 중 1골을 기록하였고, 1989년에 은퇴하고 처음 축구를 했던 고향 안달루시아의 아마추어 구단 푸엔히롤라 소속으로 몇 경기 뛰었다. 그는 이후 메리다에서 감독일을 하여 1991-92 시즌에 2부 리그 7위의 성적을 내었다. 그러나, 1992년 4월 2일, 레알 마드리드와 토리노 간의 UEFA컵 경기를 관전하고 메리다로 귀가하던 길에 톨레도 주 칼사다 데 오로페사에서 교통 사고로 사망하였다.

## 국가대표팀 경력
후아니토는 스페인 국가대표팀 경기에 34번 출전해 8골을 기록하였다. 그가 처음 출전한 경기는 1976년 10월 10일, 세비야에서 벌어진 유고슬라비아와의 1978년 FIFA 월드컵 예선전으로, 2-0으로 이긴 이 경기에서 30분에 비센테 델 보스케와 교체되어 들어갔다. 1977년 11월 30일, 베오그라드에서 같은 상대를 만나 1-0으로 이긴 두 번째 출전 경기에서 교체되어 나가는 중 관중이 던진 병을 맞고 관중을 상대로 외설적인 손동작을 보였다.
후아니토는 스페인을 대표로 1978년과 1982년 FIFA 월드컵, 그리고 UEFA 유로 1980에 출전하였다. 안방에서 열린 1982년 대회에서 그는 유고슬라비아와의 경기에서 페널티 골을 기록해 2-1 승리를 견인했다. 1976년 하계 올림픽에서는 축구 선수단의 일원으로 참가하기도 했다.

### 국가대표팀 득점 기록
| # | 날짜            | 경기장                           | 상대         | 점수 | 결과 | 대회                  |
| - | --------------- | -------------------------------- | ------------ | ---- | ---- | --------------------- |
| 1 | 1977년 3월 27일 | 스페인 알리칸테 리코 페레스      | 헝가리       | 1–1  | 1–1  | 친선경기              |
| 2 | 1978년 10월 4일 | 유고슬라비아, 자그레브, 막시미르 | 유고슬라비아 | 1–0  | 2–1  | UEFA 유로 1980 예선전 |
| 3 | 1980년 9월 24일 | 헝가리 부다페스트 넵슈터디온     | 헝가리       | 1–0  | 2–2  | 친선경기              |
| 4 | 1981년 2월 18일 | 스페인 마드리드 비센테 칼데론    | 프랑스       | 1–0  | 1–0  | 친선경기              |
| 5 | 1981년 6월 23일 | 멕시코 멕시코 시 아스테카        | 멕시코       | 1–0  | 3–1  | 친선경기              |
| 6 | 1981년 6월 23일 | 멕시코 멕시코 시 아스테카        | 멕시코       | 2–0  | 3–1  | 친선경기              |
| 7 | 1981년 6월 28일 | 베네수엘라 카라카스 올림피코     | 베네수엘라   | 1–0  | 2–0  | 친선경기              |
| 8 | 1982년 6월 20일 | 스페인 발렌시아 루이스 카사노바  | 유고슬라비아 | 1–1  | 2–1  | 1982년 FIFA 월드컵    |

## 수상 내역

### 클럽
부르고스
- 세군다 디비시온: 1975–76

레알 마드리드
- 라 리가: 1977–78, 1978–79, 1979–80, 1985–86, 1986–87
- 코파 델 레이: 1979–80, 1981–82
- 코파 데 라 리가: 1985
- UEFA컵: 1984–85, 1985–86

말라가
- 세군다 디비시온: 1987–88

### 개인
- 돈 발론 올해의 국내 선수: 1976–77[3]
- 트로페오 피치치: 1983–84[10]

## 기타

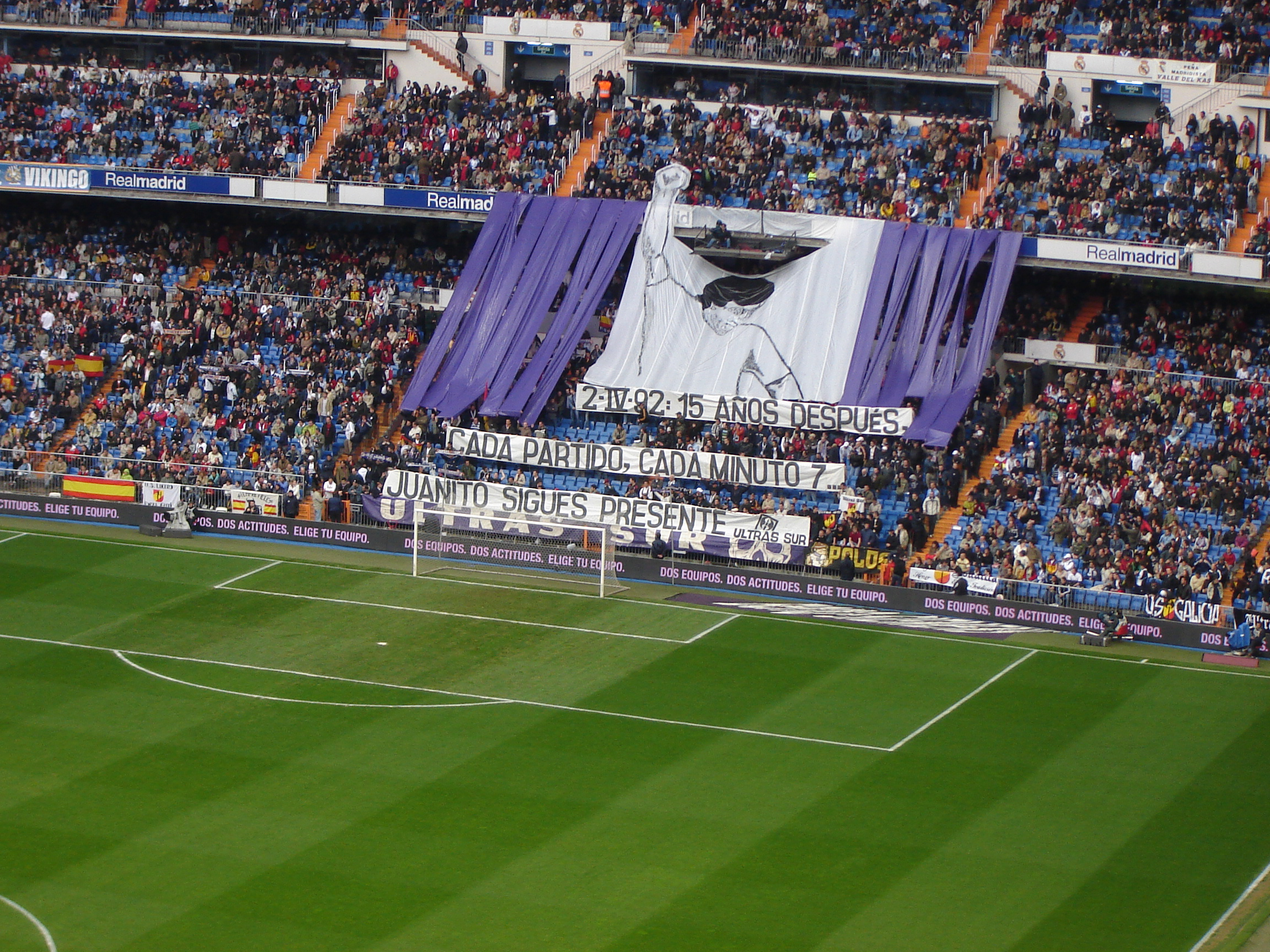
산티아고 베르나베우에서 후아니토를 추모하는 극남 지지자들

후아니토는 레알 마드리드 지지자들 대부분이 구단의 정신 무엇인지를 보여주는 존재라고 생각하는데, 레알 마드리드가 뜻밖의 역전극을 쓰기 위해 그의 정신이 회자되곤 한다. (후아니토가 흰 유니폼을 입었을 때 대부분의 역전극을 썼기 때문이다) 그 예시로 셀틱과의 유러피언컵 1979-80 8강전을 들 수 있는데, 글래스고에서 1차전을 0-2로 패한 마드리드는 열세를 뒤집고 3골을 기록하여 (3번째 골은 후아니토가 기록하였다) 4강에 올랐었다. 또다른 역전극으로는 인테르나치오날레 전과 안데를레흐트 전을 들 수가 있다.
후아니토의 사후, 그를 극력 지지자들이 7번째 분에 "야 야 야, 후아니토 놀라워라"(Illa illa illa, Juanito maravilla)라고 연호한다.
현역 시절, 후아니토는 폭력으로 인한 불미스러운 일에 여러 차례 휘말렸다. 1978년, 그는 그래스호퍼와의 경기에서 아돌프 프로코프 심판을 가격하여 2년 정지 징계를 받았다. 또다른 스위스 구단 뇌샤텔 그자막스와의 UEFA컵 경기에서는 전 동료였던 슈틸리케에게 침을 뱉어 또다시 1987년 출장 정지 징계를 받았는데, 이번에는 4년 출장을 못하게 막았다. 본래 이 징계는 바이에른 뮌헨과의 경기에서 로타어 마테우스를 밟은 대가로 UEFA가 5년 출장 정지 징계를 내려고 했었다.